# Hauptstrasse 417
Die Hauptstrasse 417 ist eine Hauptstrasse im Kanton Graubünden in der Schweiz. Sie verbindet die Hauptstrasse 13 im Domleschg und die Hauptstrasse 28 in Davos.
Seit 2020 wird der westliche Abschnitt der Strasse (von Thusis nach Tiefencastel) zusammen mit der Strasse über den Julierpass als «Nationalstrasse 29» geführt.

## Verlauf

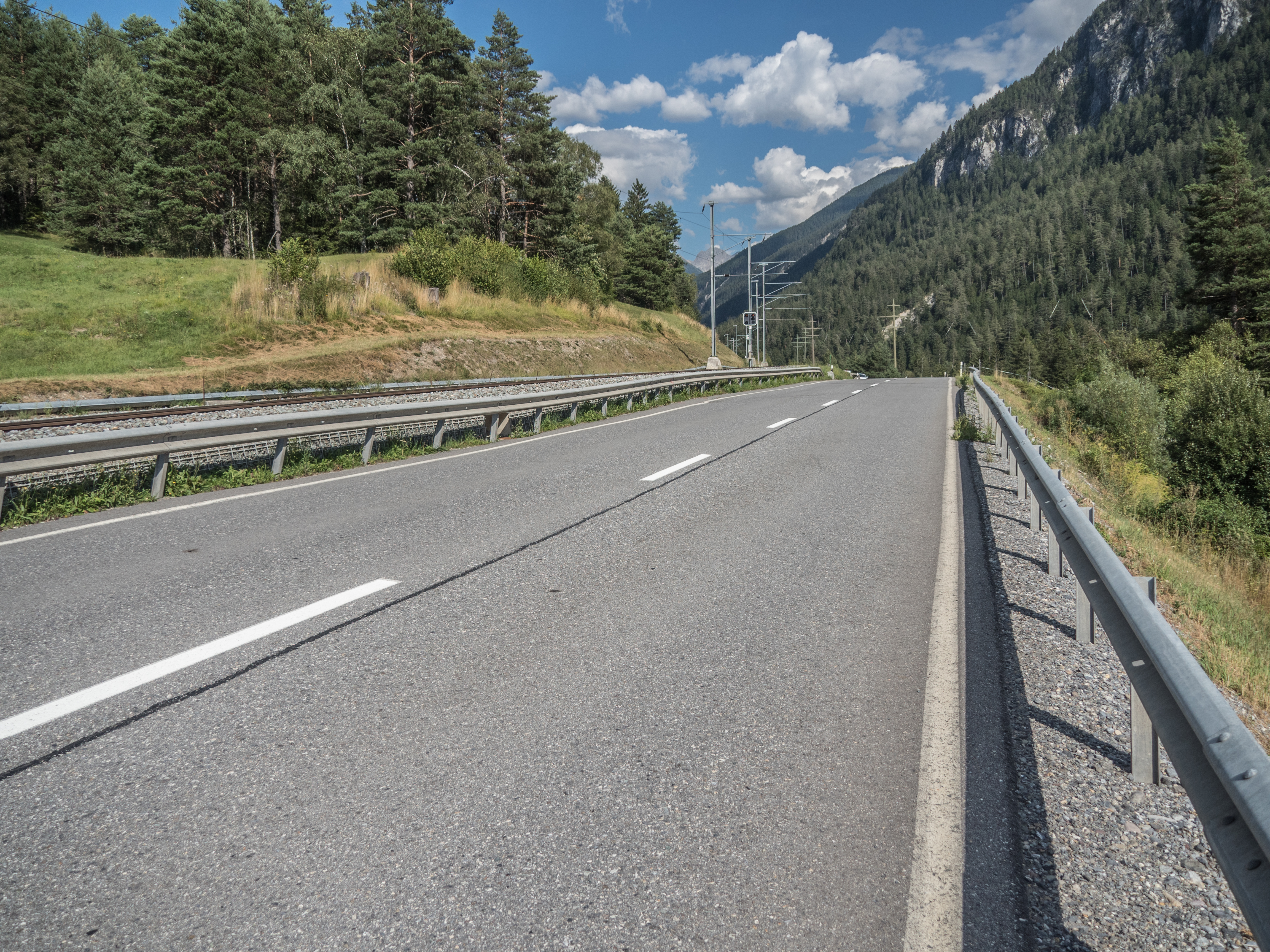
H417 (Albulastrasse) unterhalb Brienz/Brinzauls

Die Strasse beginnt in Thusis, überquert den Hinterrhein und die Autobahn A13 und führt danach durch den 1999 eröffneten Umfahrungstunnel Sils. Östlich davon führt sie als Schynstrasse an der steilen Südflanke der Schynschlucht oberhalb der Albula, die sie auf der Solisbrücke überquert, neben der Albulabahn nach Tiefencastel. Dort kreuzt sie die Hauptstrasse 3 von Chur zum Julierpass. Östlich von Tiefencastel folgt die Hauptstrasse 417 weiter flussaufwärts der Albula. Sie liegt einen Kilometer unterhalb der Ortschaft Brienz/Brinzauls. Sie durchquert Surava, wo die Hauptstrasse 417.5 nach Bergün/Bravuogn abzweigt.
Die Hauptstrasse 417 steigt vom Talboden an der Albula gegen Nordosten an, durchquert Alvaneu Dorf und führt über den Schmittnerbach nach Schmitten (Albula). Es besteht ein Projekt für einen Umfahrungstunnel des Strassendorfs. Von da an folgt sie flussaufwärts dem Tal des Landwassers nach Davos. Östlich von Davos-Dorf erreicht sie die Hauptstrasse 28 über den Flüelapass in das Engadin.